# Parahormetica hylaeceps
Parahormetica hylaeceps är en kackerlacksart som beskrevs av Miranda Ribeiro 1936. Parahormetica hylaeceps ingår i släktet Parahormetica och familjen jättekackerlackor. Inga underarter finns listade i Catalogue of Life.